# كريستيان برموديز
كريستيان برموديز (بالإسبانية: Christian Bermúdez)‏ (26 أبريل 1987 بمدينة مكسيكو في المكسيك - ) هو لاعب كرة قدم مكسيكي في مركزي الوسط والهجوم. شارك مع منتخب المكسيك تحت 20 سنة لكرة القدم ومنتخب المكسيك لكرة القدم. أما مع النوادي، فقد لعب مع أتلانتي إف سي ونادي أمريكا ونادي بويبلا ونادي تشياباس ونادي كيريتارو.

## وصلات خارجية
- كريستيان برموديز على موقع الاتحاد الدولي (مؤرشف)  (الإنجليزية)
- كريستيان برموديز على موقع قاعدة بيانات كرة القدم.إي يو (الإنجليزية)
- كريستيان برموديز على موقع ناشيونال فوتبول تيمز (الإنجليزية)
- كريستيان برموديز على موقع Soccerway.com (الإنجليزية)
- كريستيان برموديز على موقع AS.com (الإسبانية)